# Reformert Kirke
|  | Denne artikel omhandler bygningen Reformert Kirke i København. For trosretningen se Reformerte kirke. |
Reformert Kirke er en kirkebygning i Gothersgade i København over for Rosenborg. Den blev bygget i 1689 på initiativ af dronning Charlotte Amalie til de tysk-nederlandske og franske reformerte menigheder i København. Hun var kalvinist og opnåede religionsfrihed for sig selv, sit hof og senere alle trosfæller i hovedstaden. Kirken blev bygget i 1689 af Hendrik Brockham sammen med hofmaleren Jacques d'Agar og siges at være inspireret af den flamske mennonitkirke på Singel i Amsterdam. Bygningen med kirkegård, fire præsteresidenser, to skoler, et plejehjem og et opdragelseshjem deltes fra begyndelsen mellem de to menigheder med hver sit sprog, sine presbyterier og præster. Med undtagelse af en fransk og en tysk præstegård med menighedslokaler er alle andre bygninger med tiden solgt fra. De indvandrede calvinister (huguenotter) fik fri religionsudøvelse i 1685. Siden 1991 har den koreanske presbyterianske menighed og siden 2011 også den ghanesiske presbyterianske menighed i byen holdt gudstjenester i kirken.

## Inventar
Rokokoprædikestolen fra 1731 er det dominerende element i bygningen, og der findes hverken alter eller døbefont. Nadveren uddeles fra et enkelt nadverbord. Det nuværende bord er en gave fra kongeparret. Troen tillader hverken billeder af Gud eller Kristus. Dronning Charlotte Amalie satte sit feudale præg på det ellers puritanske interiør med en lukket ottekantet egetræsloge med korintiske kapitæler, forgyldninger og krone på taget. Også orgelfacaden fra 1724 er kongelig, idet den stammer fra Københavns Slot. Den blev i 1730 overført hertil inden nedrivningen af slottet. Det nuværende orgel blev bygget af orgelbyggerfirmaet Köhne i 1878.
Kirkens lukkede stole var forbeholdt de adelige reformerte familier og senere menighedernes velhavende købmænd og bankierer. Den nuværende indretning stammer med få undtagelser fra 1730-1732 og skyldes snedker Friederich Ehbisch med værksted i Åbenrå 25. Koffardiskibet i loftet er en gave af den schweiziske generalkonsul, chokoladefabrikant Fritz Cloëtta. De to elektriske lysekroner er en gave af familien Mouvielle, der drev en kendt charcuteriforretning på Østergade. Kirken var beregnet til 600 personer, men kan nu rumme omkring 400.
Bygningen formodes at være tegnet af hollænderen Hendrick Brockham i nederlandsk barok med joniske pilastre. Bygningen har en rektangulær grundplan med en svagt fremspringende midtrisalit på forsiden mod Gothersgade. Det sorte tegltag er fuldvalmet og opskalket og prydes af en kobberbeklædt tagrytter i to stokværk med kirkens klokker. Forbilledet i Amsterdam har to pulpituretager og orglet oven på prædikestolen men også en skranke foran. Den oprindelige franske kirkegård til højre for indgangen har 15 gravsten tilbage, den tyske til venstre ingen, mens den fælles urtegård bagved har fire gravsteder, herunder viceadmiral Olfert Fischers og konditor Jacob Minis. Olfert Fischer blev mindet i Reformert Kirke med uropførelsen af Frederik Magles komposition Håbet i anledning af 200-året for slaget på Reden i 2001.
I december 2007 fik kirken opmærksomhed i medierne pga. fjernelsen af en 250 år gammelt hestekastanje, der var et af Københavns ældste træer.. Stiklinger er bevaret. Fra 2013 til 2014 fandt en omfattende istandsættelse af kirkegården sted, hvor gitteret blev restaureret og gravstene renset og konserveret af Nationalmuseet. I den anledning blev der plantet fire kastanjetræer stammende fra det originale træ. To indrammer hovedporten og to står mod hegnet til den første franske præsts have i Åbenrå. I anledning af kirkebygningen 350 års fødselsdag den 9. november 2014 deltog dronningen, diplomater og repræsentanter fra reformerte kirker i udlandet og fra andre trossamfund i en festgudstjeneste.
- Fra Hafnia Hodierna 1748

## Præster i den tysk-reformerte menighed
Denne liste er ufuldstændig; hjælp gerne med at udfylde den.
- 1685-1687Johannes Musculus
- 1687-1714 Werner Koene
- 1700-1723 Jacob Rubken
- 1714-1727 Konrad Joh. Kersting
- 171709-1721 Hans Meier
- 1722-1757 Frans Vogelsang
- 1727-1742 Hans Jacob Rindfleisch
- 1743-1746 Konrad Iken
- 1747-1776 Hans Leberecht Stubenrauch
- 1758-1759 Diedrik Brummer
- 1759-1770 Hans Philip Wilhelmi
- 1771-1790 Hans Heinrich Colsmann
- 1776-1784 Dethard Iken
- 1784-1801Hans Gabriel Maurenbrecher
- 1790-1806 Carl Christian von Gehren
- 1806-1821 Hans Jacob Berkenhaut
- 1821-1853 Christian L. Hamburger
- 1854-1883 Philipp Wilhelm Theobald
- 1894-1928 Ludwig Wilhelm Voeltzel
- 1928-1934 Wilhelm Baur
- 1934-1963 Ernst Mengin
- 1963-1971 Walter Schlosser
- 1971-1977 Ulrich Dusse
- 1977-1983 Wilfrid Pfeiffer

Præster i den fransk-reformerte menighed
- 1685-1699 Philippe Mesnard
- 1686-1718 Jean de la Placette
- 1699-1709 Théodore Le Blanc
- 1705-1711 Pierre de Saint-Ferréol
- 1709 David de la Tour d´Aliès
- 1709-1712 Daniel de Loche
- 1712-1743 Paul Hérault
- 1713-1720 Jean-Jacques Martin
- 1721-1754 Jean Ferdinand Mourier
- 1743-1808 Pierre Paul Eyraud
- 1780-1793 Jean Broca
- 1786-1831 Ferdinand Louis Mourier
- 1794-1835 Jean Monod
- 1810-1811 Charles Louis Vien
- 1822-1851 Jean Antoine Raffard
- 1851-1895 Emmanuel Rodolphe Kräyenbühl
- 1898- Jean Clément Edouard Nicolet
- 1969 Hugues de Cabrol
- -2015 Pierre Jean Ruff
- 2016 Samuel Amédro
- Kilder
- Danmarks Kirker, København, bind 3, s.1-152, Nationalmuseet og G.E.C. Gads Forlag 1966-72
- De danske Kirker, redigeret af Erik Horskjær. Bind 1, Storkøbenhavn. G.E.C. Gads Forlag, 1969-1971. ISBN 87-12-17550-1
- Børge Janssen: De Reformerte i Danmark. København 1922